# Magnus Nordangård
Magnus Nordangård, född 26 maj 1940, är en svensk politiker och tidningsman. 
Då fadern Folke Nordangård i slutet på 1960-talet var ordförande i nykterhetsorganisationen Sveriges Blåbandsförbund var Magnus Nordangård samtidigt ordförande i Sveriges Blåbandsungdom. Magnus Nordangård har också tillhört styrelsen för Svenska Missionsförbundet. 
Nordangård blev i slutet på 1970-talet huvudsekreterare i videogramutredningen. Efter en kortare tid vid Eskilstuna-Kuriren blev Nordangård 1981 chefredaktör för liberala Katrineholms-Kuriren, där han efterträdde Holger Wigertz. Nordangård efterträddes i sin tur 1989 av Lorentz Hedman.
Nordangård blev sedan informationsansvarig hos försäkringsbolaget Ansvar och därefter informationschef åt riksåklagaren. Nordangård har under större delen av sitt liv varit politiskt engagerad i folkpartiet, men har senare gått över till kristdemokraterna. Han är nu bosatt i Malmö.
Magnus Nordangård är son till Folke Nordangård samt bror till Per Nordangård och Johan Nordangård. Han var 1962–1997 gift med sjuksköterskan och batikkonstnären Sonja Nordangård (1938–1998). Därefter har han varit gift med Winnie Nordangård (född 1975) och Thanyarat Nordangård (1969–2018). Magnus Nordangård är far till Jacob Nordangård.